# Pomnik Siewcy w Kurytybie
Pomnik Siewcy (port. Monumento ao Semeador) – pomnik postawiony w centrum Kurytyby na Skwerze Eufrásio Correia (Praça Eufrásio Corrêa). Jest on dziełem brazylijskiego rzeźbiarza polskiego pochodzenia Jana Żaka (w 1923 przyjął obywatelstwo brazylijskie). Na wysokim cokole znajduje się figura przedstawiająca polskiego chłopa, który boso, bez koszuli, kroczy po polu i garściami sieje zboże.
Na cokole umieszczono tablice, gdzie w górnej części znajduje się godło Brazylii i polski orzeł a niżej informacja o fundacji tego pomnika:
Brazylji ku upamiętnieniu pierwszego stulecia niepodległości – Kolonja Polska.
Bezimienny siewca symbolizuje wszystkich Polaków którzy opuścili swój ojczysty kraj i na dalekiej ziemi zapoczątkowali nowe życie w nowym kraju.
Odsłonięcie pomnika nastąpiło 15 lutego 1925 gdzie wśród przedstawicieli władz lokalnych, oraz delegata prezydenta stanu Parana i prefekta Kurytyby byli przedstawiciele brazylijskiej Polonii i konsulatu RP.